# Jaime Tomás (historietista)
Jaime Tomás García, que firmaba como Jaime Tomás o simplemente Tomás, fue un dibujante de historietas español (1909- enero 1941).

## Biografía
Jaime Tomás inició su carrera profesional en "Pocholo" y "Mickey". Para la primera realizó la serie El universo en guerra (1935), una de las primeras series de ciencia ficción del cómic español. En 1937 emigró a Francia.
Tras la guerra civil española, Jaime Tomás empezó a colaborar en "Chicos", pero murió prematuramente, cuando solo contaba 29 años.

## Obra
| Años | Título                                          | Guionista                  | Tipo       | Publicación                           |
| ---- | ----------------------------------------------- | -------------------------- | ---------- | ------------------------------------- |
| 1934 | Vida, dimes y diretes del Mago de los Penetes   | José María Huertas Ventosa | Serie      | Pocholo                               |
| 1934 | Vida, dimes y diretes del Mago de los Penetes   | José María Huertas Ventosa | Monografía | Karikatos n.º 4 (Santiago Vives)      |
| 1935 | La Isla de los Galeones                         |                            | Serie      | Pocholo                               |
| 1935 | Hazañas del tío Chinche y su sobrino Berrinche  |                            | Serie      | Mickey                                |
| 1935 | Marujita                                        |                            | Serie      | Mickey                                |
| 1935 | Fieras en la Ciudad                             |                            | Serie      | Pocholo                               |
| 1935 | El Universo en Guerra                           |                            | Serie      | Pocholo                               |
| 1936 | El monstruo de acero                            |                            | Serie      | Pocholo                               |
| 1936 | El Castillo de los Tres Fantasmas               | Bill J. Moore              | Serie      | Mickey                                |
| 1936 | El Universo en Guerra                           |                            | Monografía | Aventuras Ilustradas (Santiago Vives) |
| 1940 | Hazañas extraordinarias de Periquito Fanfarrias |                            | Serie      | Chicos                                |

## Enlaces
- Ficha del autor en Tebeosfera.

- Datos: Q5925392